# Gewog di Ngatshang
Il gewog di Ngatshang è uno dei diciassette raggruppamenti di villaggi del distretto di Mongar, nella regione Orientale, in Bhutan.